# Памплин Сити (Вирџинија)
Памплин Сити (енгл. Pamplin City) град је у америчкој савезној држави Вирџинија. По попису становништва из 2010. у њему је живело 219 становника.

## Демографија
Према попису становништва из 2010. у граду је живело 219 становника, што је 20 (10,1%) становника више него 2000. године.
| Група             | 2000.       | 2010.       |
| Белци             | 180 (90,5%) | 184 (84,0%) |
| Афроамериканци    | 15 (7,5%)   | 29 (13,2%)  |
| Азијати           | 0 (0,0%)    | 0 (0,0%)    |
| Хиспаноамериканци | 3 (1,5%)    | 2 (0,9%)    |
| Укупно            | 199         | 219         |